# Endocard
In het hart is het endocard  of het hartvlies de binnenbekleding die direct contact maakt met het bloed in de boezems en hartkamers.
Het endocard loopt door in de binnenwand van de bloedvaten en vormt ook de bekleding van de hartkleppen. De endocardcellen zijn embryologisch en biologisch dan ook gerelateerd aan de endotheelcellen die de binnenkant van de bloedvaten bekleden. Het endocard bedekt het volumineuzere myocard (de spier die voor de contractie van het hart verantwoordelijk is). 